# Anna-Lena (chanteuse)
Pour les articles homonymes, voir Anna-Lena.

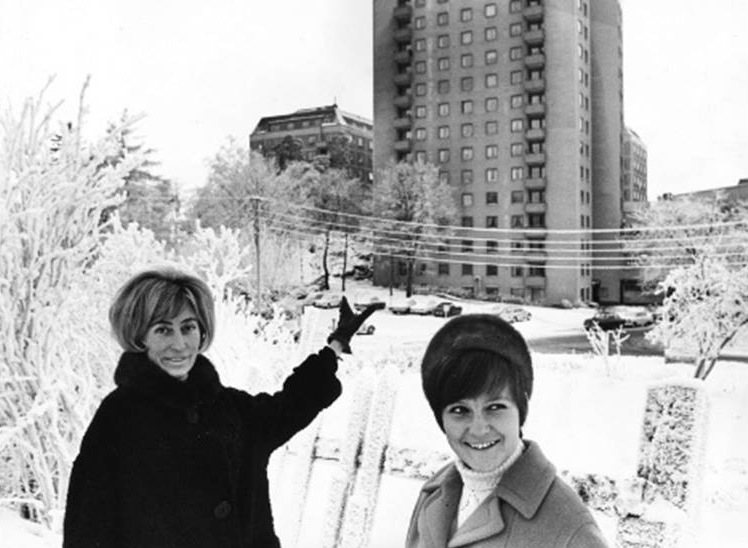
Britt Lindeborg et Anna-Lena Löfgren

Anna-Lena (de son nom complet Anna-Lena Löfgren, née le 1er mai 1944 à Stockholm ; décédée le 21 mai 2010 ) est une chanteuse de schlager suédoise qui a également interprété des titres en allemand dans les années 1960.

## Principaux succès
- Abschiednehmen ist so schwer 1962
- Iwan Iwanowitsch 1962
- Oh, mein Bräutigam 1962
- Sag' nicht immer Baby 1962
- Morgen hast du keine Sorgen 1964
- Oh, muß die Liebe schön sein 1964
- So kalt wie eine Winternacht 1964
- Wein' nicht um die And're 1965
- Wenn zwei sich wie wir gut versteh'n 1962
- Vergessen ist schwer 1966
- Wenn du weinst 1966
- Bleib doch stehn 1967
- Dein Herz das muss aus Gold sein 1967
- Doch das werd' ich dir verzeihen 1967
- Alle Blumen wollen blühen 1968
- Dein Glück ist mein Glück 1968
- Immer am Sonntag 1968
- Schön ist das Leben 1968
- Einen Ring mit deinem Namen 1969
- Ich bin leider keine große Dame 1969
- Rot ist die Liebe 1969
- Zum Weinen kein Talent 1969
- Arm oder Reich 1970
- Eine Hütte in den Bäumen 1970 (deutsche Version von Temma Harbour)
- Morgen bist du dabei 1970
- Das Ende der Welt 1971
- Das Lied vom Glück 1971
- Einen Meter nebenan 1971
- Lass mich  geh'n (Release me) 1971
- Monday, Monday 1971
- Fällt es dir so leicht alles zu vergessen 1972
- Musik für einsame Mädchen 1972
- Jedes Herz braucht eine Heimat 1973
- Rosen aus Papier 1973

## Discographie
Album :
- Dein Herz, das muss aus Gold sein 1968
- Anna-Lena 1969